# 東八田村
東八田村（ひがしやたむら）は、京都府何鹿郡にあった村。現在の綾部市の東部、国道27号の沿線、舞鶴線・梅迫駅の周辺にあたる。

## 地理
- 山岳：高城山、蓮ヶ峯

## 歴史
- 1889年（明治22年）4月1日 - 町村制の施行により、梅迫村・中山村・安国寺村・高槻村・上杉村・於与岐村・黒谷村・奥黒谷村の区域をもって発足。
- 1950年（昭和25年）8月1日 - 綾部町・中筋村・吉美村・山家村・西八田村・口上林村と合併して綾部市が発足。同日東八田村廃止。
- 1953年（昭和28年） - 旧当村の区域において、奥黒谷が八代町に改称。

## 交通

### 鉄道路線
- 日本国有鉄道
  - 舞鶴線
    - 梅迫駅

### 道路
現在は旧村域に丹波綾部道路の綾部安国寺インターチェンジ、舞鶴若狭自動車道の綾部パーキングエリアが所在するが、当時は未開通。